# Cornelia Izzo

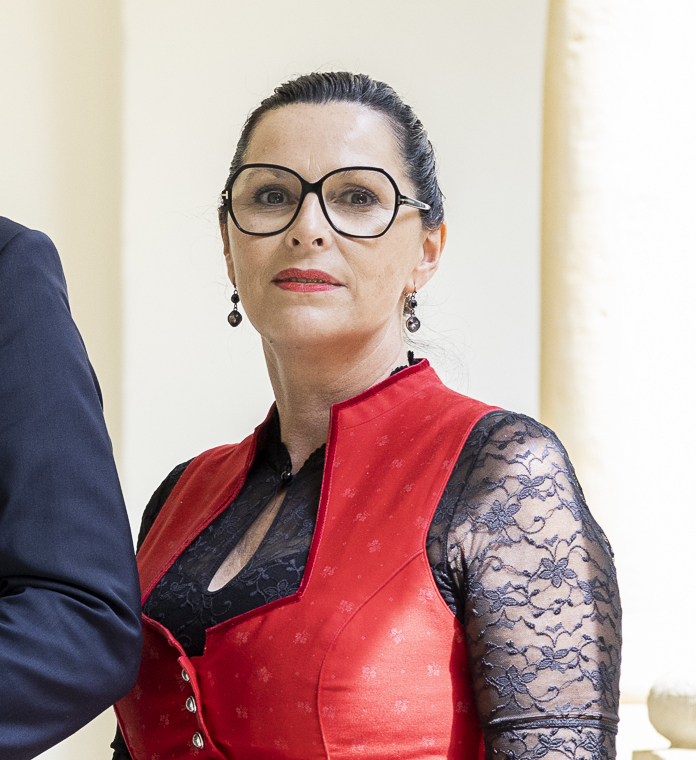
Cornelia Izzo im Juni 2022

Cornelia Izzo, auch Cornelia Niesenbacher (* 5. September 1971 in Graz) ist eine österreichische Politikerin der Österreichischen Volkspartei (ÖVP). Seit dem 17. Dezember 2019 ist sie mit Unterbrechung im Dezember 2024 und Jänner 2025 Abgeordnete zum Landtag Steiermark.

## Leben

### Ausbildung und Beruf
Cornelia Niesenbacher besuchte die HBLA Schrödinger Graz und machte Ausbildungen zur Bürokauffrau, Hotel- und Gastgewerbeassistentin und Maklerin. Sie ist geprüfte Versicherungskauffrau und diplomierte Mediatorin.
Von 1989 bis 1991 war sie bei der Firma Gaulhofer beschäftigt, anschließend bei der Firma Heidenbauer Metallbau. Von 1993 bis 2010 war sie für eine Versicherungsagentur bzw. eine Versicherung tätig, unterbrochen durch einen Auslandsaufenthalt bzw. Elternkarenz von 1998 bis 2005. Seit 2010 ist sie selbständige Versicherungsmaklerin. 2011 begann sie mit dem Aufbau des italienischen Spezialitätenlokals Da Maurizio, das sie in Bruck an der Mur betreibt.
Niesenbacher lebt in Kapfenberg und ist Mutter eines Sohnes.

### Politik
Niesenbacher wurde 2017 Bezirksobfrau von Frau in der Wirtschaft im Bezirk Bruck-Mürzzuschlag, außerdem ist sie Mitglied im Regionalstellenausschuss der Regionalstelle Bruck-Mürzzuschlag der Wirtschaftskammer Steiermark.
Bei der Landtagswahl 2019 kandidierte sie auf dem 18. Listenplatz der Landesliste sowie auf dem fünften Listenplatz im Landtagswahlkreis 4 (Obersteiermark). Am 17. Dezember 2019 wurde sie zu Beginn der XVIII. Gesetzgebungsperiode als Abgeordnete zum Landtag Steiermark angelobt, wo sie im ÖVP-Landtagsklub als Sprecherin für Tourismus fungiert. Weitere Arbeitsschwerpunkte sind die Entlastung der Betriebe, Maßnahmen im Kampf gegen das Wirtshaussterben und die Stärkung der ländlichen Region.
Nach dem Rückzug von Hans Seitinger wurde Izzo zunächst geschäftsführende ÖVP-Bezirksobfrau in Bruck-Mürzzuschlag, Ende Februar 2024 wurde sie zur ÖVP-Bezirksobfrau gewählt.
Nach der Landtagswahl 2024 schied sie mit 18. Dezember 2024 aus dem Landtag aus. Am 21. Jänner 2025 wurde sie in der zweiten Sitzung der XIX. Gesetzgebungsperiode erneut als Abgeordnete zum Steiermärkischen Landtag angelobt, wo sie für ein ÖVP-Regierungsmitglied der Landesregierung Kunasek nachrückte.